# Molokovskij rajon
Il Molokovskij rajon (in russo Молоковский район?) è un rajon dell'Oblast' di Tver', nella Russia europea; il capoluogo è Molokovo. Istituito nel 1929, ricopre una superficie di 1.180 chilometri quadrati.